# Землетрясение в Бушире
Землетрясение в Бушире — землетрясение магнитудой 6,3, произошедшее 9 апреля 2013 года в иранской провинции Бушир, недалеко от города Хормудж и небольших городов Каки и Шембе (шахрестан Дешти). Погибли, по крайней мере, 37 человек, в основном из города Шембе, около 850 человек ранены.

## Землетрясение
В 16:22 по местному времени (11:52 UTC) 9 апреля 2013 года землетрясение с магнитудой 6,3 ударило по юго-восточному побережью Ирана в провинции Бушир. Очаг находился на глубине 10 километров, недалеко от городов Хормудж и Каки. За основным толчком землетрясения последовало не менее 97 афтершоков, большинство — в течение первого часа после самого землетрясения. Сильнейший толчок был оценен магнитудой 5,6.
В пострадавшем регионе проживает около 10 000 человек из 50 деревень. По оценкам Геологической службы США сильную дрожь испытали около 80 000 человек, а лёгкое трясение — несколько миллионов человек. Землетрясение ощущалось во многих странах Персидского залива, включая Катар, Бахрейн, Саудовскую Аравию и Объединённые Арабские Эмираты.

## Последствия
По меньшей мере погибли 37 человек, около 850 раненых. Большая часть погибших и пострадавших — жители города Шембе и близлежащих деревень. Порядка ста пострадавших были госпитализированы в больницы.
Две деревни в районе Хормудж были полностью разрушены. В городе Каки были зарегистрированы оползни, вызванные землетрясением. По словам губернатора провинции, были повреждены 700 домов, принадлежащие около 200 семьям. Многие жители района Шембе остались без электричества и водоснабжения.
Губернатор провинции Ферейдун Хасанванд сказал, что расположенная в провинции Бушерская АЭС не пострадала. Представитель ЗАО «Атомстройэкспорт», которая строила данную АЭС, заявил, что землетрясение ощущалось, но на работу станции не повлияло. Также источник в одной из компаний-проектировщиков станции заявил, что «Бушер» может выдержать землетрясение и с большей магнитудой, чем 6,3. Землетрясение произошло в Национальный день ядерных технологий в Иране.
В Манаме, Бахрейн, и Дубае, ОАЭ, люди были эвакуированы из офисных зданий. Землетрясение также ощущалось в Абу-Даби, ОАЭ, и в Даммаме, Саудовская Аравия.

## После событий
Международное движение Красного Креста отправило пять команд в провинцию Бушир, чтобы координировать спасательные работы. Вертолёты из ближайших провинций помогли перебросить по воздуху необходимые вещи. Усилиям спасательных групп мешала темнота, но были отправлены и генераторы, чтобы постараться завершить спасательные операции до рассвета.
9 апреля был объявлен трёхдневный траур.